# 帕维尔·帕泰拉
帕维尔·帕泰拉（捷克語：Pavel Patera，1971年9月6日—），捷克男子冰球运动员。他曾代表捷克参加1998年和2002年冬季奥林匹克运动会冰球比赛，其中1998年冬季奥运会获得一枚金牌。